# Keinovuopio
Keinovuopio is een plaatsaanduiding/dorp binnen de Zweedse gemeente Kiruna. Het is genoemd naar een zestal huizen en inwoners. Keinovuopio is alleen via Finland te bereiken. Men moet dan de Könkämärivier oversteken bij Peera aan de Europese weg 8 tussen Kilpisjärvi en Kaaresuvanto. Het was onder meer een vluchtplaats in de Tweede Wereldoorlog.